# Хвастовичский район
Хвастовичский район — административно-территориальная единица (район) и муниципальное образование (муниципальный район) в Калужской области России.
Административный центр — село Хвастовичи.

## География

### Расположение
Хвастовичский район расположен в южной части Калужской области, в долинах рек Вельи, Лахавы, Дубны, Ловатянки, Рессеты. Площадь — 1413 км² (4-е место среди районов Калужской области). Наибольшая протяжённость с севера на юг — 48 километра, с запада на восток — 46 километров.
Район граничит с Жиздринским, Думиничским и Ульяновскими районами Калужской области, а также с Брянской и Орловской областями.

### Транспорт
В транспортном отношении село Хвастовичи, как центр Хвастовичского района, связано с областным центром — городом Калугой — посредством автомагистрали Москва — Киев с выходом на неё по дороге с твёрдым покрытием протяженностью 36 километров от села Хвастовичи. Железнодорожная хозяйственная ветка Брянск — Дудоровский — прекратила своё существование; выход на железную дорогу Москва — Брянск — Киев осуществляется через станцию Судимир (Жиздринский район), что в 26 километрах от райцентра.
С городом Брянском район связан с 2001 года автодорогой Хвастовичи — Авдеевка — Брянск.
В города Калугу, Обнинск, Брянск, Москву организовано регулярное автобусное сообщение.
Внутри района все административные центры сельских поселений и городского поселения «Поселок Еленский» связаны с районным центром дорогами с твёрдым покрытием.

### Гидрография
Реки
Характерная особенность рек района — сильная извилистость и заболоченность пойм. Все реки имеют небольшой уклон, скорость их течения невелика — 0,3—0,5 м/с. На перекатах скорость течения возрастает до 0,8—1 м/с. Главные водные артерии района — река Рессета и её левые притоки — Велья и Ловатянка.
На северо-востоке района на протяжении около 15 км протекает пограничная с Орловской областью река Вытебеть (правый приток реки Жиздры).
Реки и ручьи, протекающие по территории района, относятся к Волжскому водному бассейну.
Озёра и пруды
В километре западнее деревни Почаевки находится Почаевское озеро. Площадь его невелика. Подходы к озеру болотисты. Вода чистая, хотя с виду чёрная. Сооружены Пеневичское и Слободское водохранилища, водоём в селе Хвастовичи.
Рыболовство и ихтиология
Рыбные запасы района невелики, есть любительское рыболоство. Из рыб водятся щука, плотва, язь, окунь, елец, вьюн, ёрш, карась и др.

### Полезные ископаемые
Наиболее древними отложениями, выходящими на поверхность, являются глины, доломиты и пески девонского возраста. Они вскрываются по долинам рек Рессеты и Вытебети.
Среди мезозойских отложений из полезных ископаемых имеются фосфориты (у села Бояновичи) и стекольные пески (между Еленским и Долиной). В XIX веке добывался бурый железняк. Об этом напоминают заброшенные карьеры и чугунолитейный завод в районе деревни Мокрые Дворы.
Среди других полезных ископаемых в небольшом количестве имеются торф, а также глина кирпичная, глина белая, песчаник, известняк, щебёночный материал.
В районе заброшенной деревни Холм разведаны запасы строительных песков. Также в 1950-е годы открыто Хвастовичское месторождение кирпично-черепичных глин.

### Рельеф
Местами ветер переносил песок и образовал холмы — дюны. Они встречаются на междуречье Рессеты и Вытебети. Особенно живописные дюны в верховье Рессеты, где они достигают высоты 8—10 метров.
В целом поверхность территории района всхолмленная. Это западная окраина центральной части Средне-Русской возвышенности. Местами поверхность изрезана оврагами и ручьями.

### Климат
Климат Хвастовичского района — умеренно континентальный. Зима не слишком суровая, а лето не очень жаркое. Не встречая препятствий, проникают ветра с севера, юга, востока и запада. Северные ветры вызывают похолодания, южные — приносят тепло, восточные — сухость, западные летом приносят влагу, а зимой вызывают потепление. В течение всего года господствуют ветры юго-западного направления со скоростью 3—8 метров в секунду. Осадков по району выпадает в среднем 500—650 миллиметров. Во влажные годы количество осадков достигает 1000 и более миллиметров, в сухие — не превышает 400 миллиметров. Две трети осадков выпадает в виде дождя и одна треть — в виде снега. Максимальное количество осадков приходится на летние месяцы, минимальное — на зимние. Тепла и влаги достаточно для вызревания разных сельскохозяйственных культур: пшеницы, ржи, гречихи, картофеля, льна, овса, сеяных трав и овощей.
Среднемесячная температура складывается примерно так: наиболее холодного месяца — января — минус 8—9 градусов, абсолютный минимум доходил до 43—45 градусов; наиболее теплого — июля — плюс 18—19 градусов, абсолютный максимум доходил в отдельные годы до 37—39 градусов. Среднегодовая температура воздуха 3,5—4,5 градуса тепла. Высота снежного покрова в среднем от 20 до 30 сантиметров (наибольшая доходила до 90 см). Продолжительность залегания снежного покрова 130—145 дней. Средняя величина промерзания почвы колеблется от 40 до 60 см.

### Почвы
Почвенный слой в районе неоднороден. В одних местах преобладают суглинистые почвы (Слобода, Подбужье, Воткино, Ловать, Берестна, Колодяссы, Милеево). Есть значительные участки с преобладанием супесчаных и песчаных почв (Еленский, Долина, Кудрявец, Палькевичи). В основном же преобладают дерново-среднеподзолистые и дерново-слабоподзолистые.
Все они нуждаются во внесении органических и минеральных удобрений, а также в известковании.

### Флора
Растительность района разнообразная. Под лесом занято 66 тысяч гектаров. Среди древесной растительности ведущее место занимают берёза, осина, сосна, ель, дуб, ольха, ясень, липа, клён. Из кустарников — лещина (орешник), бересклет, жимолость (волчьи ягоды), крушина, калина и другие. В травянистом покрове преобладают осока волосистая, местами кислица. В лесах произрастают черника, земляника, брусника, папоротник, ландыш. На влажных участках произрастает мох.
Часть площадей на территории района занята лугами, пастбищными угодьями. На лугах произрастают мятлик, клевер, васильки, одуванчики, ромашки, колокольчики. Для улучшения лугов раньше производился подсев семян ценных трав, вносились удобрения. Большие площади их осушены мелиораторами в 70—80-х годах прошлого века.

## История
Район образован в 1929 году на основе укрупнённой Милеевской волости и восточной части Судимирской волости Жиздринского уезда Брянской губернии. Вошёл район в состав Брянского округа Западной области с центром в Смоленске.
В 1930 году начался процесс массовой коллективизации сельского хозяйства, которая проходила в острой борьбе. Многие семьи подвергались раскулачиванию, а некоторые жители — высылке в отдалённые места Севера и Сибири.
В 1937 году район по новому политико-административному делению отошёл к Орловской области.
После начала Великой Отечественной войны тысячи жителей района были мобилизованы в ряды РККА, многие погибли. Сотни хвастовичан награждены боевыми орденами и медалями. Я. М. Агафонов из Катуновки, Ф. В. Артамонов из Палькевич, И. И. Ефремов из Шляпного, Н. Н. Симоненков из Подбужья, Н. А. Стефанчиков из Стаек удостоены высокого звания Героя Советского Союза. Ф. Ф. Котов из Стаек и П. А. Гавриков из Высокого стали полными кавалерами ордена Славы.
В октябре 1941 года территория района была оккупирована. Для борьбы с захватчиками в их тылу был создан партизанский отряд «В бой за Родину», командиром которого был назначен бывший директор Хвастовичской МТС Н. И. Бусловский, который погиб в феврале 1943 года, командиром отряда стал С. У. Симаков. 16 июля 1943 года партизаны соединились с частями Красной Армии, прорвавшими здесь фронт. Началось освобождение территории района от оккупантов.
Восстановление разрушенного войной хозяйства проходило очень трудно. Землю приходилось обрабатывать вручную, ведь в возрождаемых колхозах не было ни лошадей, ни техники. Большинство населения проживало в землянках. Положительную роль сыграло постановление СНК СССР от 28 января 1945 года «О неотложных мерах по восстановлению сельского хозяйства Калужской области».
В 1963 году Хвастовичский район был включен в состав соседнего Жиздринского, что отрицательно сказалось на его экономическом и социальном развитии. И только восстановление района в начале 1965 года дало возможность для роста хозяйственного и культурного строительства.
Район богат археологическими памятниками. Люди на территории района живут с глубокой древности. Так, археологами выявлены места стоянок древнего человека, датированные 9 тысячелетием до нашей эры: урочища Вася, Пенешки под Красным, стоянки под Курганом и Иваньковским, могилы у деревень Рессеты и Стаек.
До прихода на Верхнюю Оку (на Рессету, Ловатянку, Велью, Жиздру) племени вятичей (7—9 века) здесь жили племена балтов, которые ими были вытеснены в более северные районы. Вятичи обустроились практически на всех пригодных для жизни и обороны берегах рек. Но особенно много было селищ (незащищённых стенами и рвами поселений) на берегах Рессеты, начиная от деревни Фроловки и заканчивая участком реки между посёлком Ловатянка и селом Кцынь (недалеко от бывшего пос. Яшинский). Археологи изучили городища и селища возле посёлка Успенского, села Красного (несколько, в том числе в урочище Городок), у Новоселок, Харитоновки, у устья Дубна и у деревни Рессеты. Немало стоянок древнего человека, поселений балтов и вятичей ещё не изучено.
Хвастовичский район частично попал под радиоактивное загрязнение после Чернобыльской трагедии; на отдельных участках уровень загрязнения цезием-137 достигал 45 Ки/км².

## Население
| 1939    | 1959    | 1970    | 1979    | 1989    | 2002    | 2009    | 2010    | 2011    |
| ------- | ------- | ------- | ------- | ------- | ------- | ------- | ------- | ------- |
| 53 804  | ↘38 243 | ↘31 007 | ↘21 707 | ↘15 522 | ↘12 677 | ↘10 977 | ↘10 852 | ↘10 818 |
| 2012    | 2013    | 2014    | 2015    | 2016    | 2017    | 2018    | 2019    | 2020    |
| ↘10 628 | ↘10 554 | ↘10 494 | ↘10 485 | ↘10 442 | ↘10 394 | ↘10 291 | ↗10 370 | ↗10 495 |
| 2021    |         |         |         |         |         |         |         |         |
| ↘9888   |         |         |         |         |         |         |         |         |

Муниципальный район "Хвастовичский район" Все население

### Национальный состав
По итогам переписи населения 2020 года проживали следующие национальности (национальности менее 0,1 % и другое, см. в сноске к строке «Другие»):
| Национальность | Численность, чел. | Доля     |
| -------------- | ----------------- | -------- |
| Русские        | 9557              | 96,65 %  |
| Вьетнамцы      | 57                | 0,58 %   |
| Таджики        | 40                | 0,40 %   |
| Украинцы       | 39                | 0,39 %   |
| Узбеки         | 36                | 0,36 %   |
| Молдаване      | 23                | 0,23 %   |
| Армяне         | 19                | 0,19 %   |
| Болгары        | 10                | 0,10 %   |
| Другие         | 107               | 1,10 %   |
| Итого          | 9888              | 100,00 % |

## Административное деление
Хвастовичский район как административно-территориальная единица включает 15 административно-территориальных единиц: 1 посёлок, 11 сёл и 3 деревни, как муниципальное образование со статусом муниципального района — 15 муниципальных образований со статусом сельских поселений
| №  | Сельское поселение | Административный центр | Количество населённых пунктов | Население (чел.) | Площадь (км²) |
| -- | ------------------ | ---------------------- | ----------------------------- | ---------------- | ------------- |
| 1  | Деревня Авдеевка   | д. Авдеевка            | 14                            | ↘91              | 49,58         |
| 2  | Село Бояновичи     | c. Бояновичи           | 4                             | ↘645             | 240,33        |
| 3  | Село Воткино       | c. Воткино             | 4                             | ↘85              | 57,77         |
| 4  | Посёлок Еленский   | п. Еленский            | 6                             | ↘1404            | 68,58         |
| 5  | Село Колодяссы     | c. Колодяссы           | 5                             | ↗352             | 134,01        |
| 6  | Село Красное       | c. Красное             | 4                             | ↘653             | 89,79         |
| 7  | Село Кудрявец      | c. Кудрявец            | 13                            | ↗779             | 60,98         |
| 8  | Село Ловать        | c. Ловать              | 3                             | ↗73              | 116,00        |
| 9  | Село Милеево       | c. Милеево             | 5                             | ↘175             | 72,32         |
| 10 | Деревня Нехочи     | д. Нехочи              | 3                             | ↘242             | 70,61         |
| 11 | Село Пеневичи      | c. Пеневичи            | 2                             | ↘282             | 86,31         |
| 12 | Село Подбужье      | c. Подбужье            | 3                             | ↘388             | 59,71         |
| 13 | Село Слобода       | c. Слобода             | 6                             | ↘64              | 51,42         |
| 14 | Деревня Стайки     | д. Стайки              | 9                             | ↘227             | 43,67         |
| 15 | Село Хвастовичи    | c. Хвастовичи          | 2                             | ↗4428            | 212,20        |

Законом Калужской области от 11 февраля 2008 года было упразднено сельское поселение «Село Клён», включённое в сельское поселение «Посёлок Еленский».

## Населённые пункты
В Хвастовичском районе всего насчитывается 83 населённых пункта.
| №  | Населённый пункт          | Тип                     | Население | Сельское поселение |
| -- | ------------------------- | ----------------------- | --------- | ------------------ |
| 1  | Авдеевка                  | деревня                 | ↘116      | Деревня Авдеевка   |
| 2  | Агеевка                   | село                    | →1        | Село Кудрявец      |
| 3  | Алексеевка                | деревня                 | ↘31       | Деревня Нехочи     |
| 4  | Аннино                    | село                    | ↘16       | Деревня Стайки     |
| 5  | Барановка                 | деревня                 | ↘0        | Село Ловать        |
| 6  | Березовое                 | село                    | ↘0        | Село Кудрявец      |
| 7  | Берестна                  | село                    | ↘6        | Село Колодяссы     |
| 8  | Бобровский                | посёлок                 | ↘9        | Деревня Авдеевка   |
| 9  | Боев                      | село                    | ↘1        | Деревня Стайки     |
| 10 | Бояновичи                 | село                    | ↘696      | Село Бояновичи     |
| 11 | Буки                      | деревня                 | ↘3        | Село Кудрявец      |
| 12 | Верхняя Шкова             | деревня                 | ↘4        | Село Кудрявец      |
| 13 | Вечность                  | село                    | ↘0        | Село Воткино       |
| 14 | Воткино                   | село                    | ↘184      | Село Воткино       |
| 15 | Высокое                   | деревня                 | ↘17       | Село Колодяссы     |
| 16 | Глебовка                  | деревня                 | →0        | Посёлок Еленский   |
| 17 | Грива                     | село                    | ↘0        | Село Милеево       |
| 18 | Гуда                      | село                    | ↘6        | Деревня Авдеевка   |
| 19 | Докторово                 | деревня                 | ↘2        | Село Кудрявец      |
| 20 | Долгое                    | село                    | ↘0        | Село Слобода       |
| 21 | Долина                    | деревня                 | ↘46       | Посёлок Еленский   |
| 22 | Донской                   | посёлок                 | ↘3        | Деревня Нехочи     |
| 23 | Дуброво                   | село                    | ↘24       | Село Бояновичи     |
| 24 | Еленский                  | посёлок                 | ↘1445     | Посёлок Еленский   |
| 25 | Железнодорожный           | железнодорожный разъезд | ↘0        | Село Кудрявец      |
| 26 | Желтянка                  | село                    | ↘13       | Село Бояновичи     |
| 27 | Заря                      | село                    | ↘0        | Деревня Стайки     |
| 28 | Ильинка                   | село                    | ↘17       | Село Подбужье      |
| 29 | Клён                      | село                    | ↘24       | Посёлок Еленский   |
| 30 | Клетно                    | деревня                 | ↘11       | Село Слобода       |
| 31 | Колодяссы                 | село                    | ↘288      | Село Колодяссы     |
| 32 | Колонна                   | село                    | ↘64       | Село Кудрявец      |
| 33 | Корягинский               | посёлок                 | ↘0        | Деревня Авдеевка   |
| 34 | Коссы                     | деревня                 | ↘14       | Село Кудрявец      |
| 35 | Красненский               | посёлок                 | ↘0        | Село Колодяссы     |
| 36 | Красное                   | село                    | ↘574      | Село Красное       |
| 37 | Кременец                  | село                    | ↘6        | Деревня Авдеевка   |
| 38 | Кудрявец                  | деревня                 | →0        | Деревня Авдеевка   |
| 39 | Кудрявец                  | село                    | ↘273      | Село Кудрявец      |
| 40 | Курган                    | село                    | ↘12       | Деревня Авдеевка   |
| 41 | Курган                    | село                    | ↘0        | Село Пеневичи      |
| 42 | Ленино                    | деревня                 | ↘1        | Посёлок Еленский   |
| 43 | Ловать                    | село                    | ↘97       | Село Ловать        |
| 44 | Ловатянка                 | село                    | ↘0        | Село Милеево       |
| 45 | Лубянка                   | село                    | ↗6        | Село Кудрявец      |
| 46 | Лужки                     | село                    | ↗3        | Деревня Авдеевка   |
| 47 | Макаровский               | посёлок                 | →0        | Деревня Стайки     |
| 48 | Милеево                   | село                    | ↘206      | Село Милеево       |
| 49 | Мокрые Дворы              | деревня                 | ↘1        | Село Милеево       |
| 50 | Нелбочь                   | деревня                 | ↘21       | Деревня Авдеевка   |
| 51 | Нехочи                    | деревня                 | ↘272      | Деревня Нехочи     |
| 52 | Нигреевский               | посёлок                 | ↘6        | Деревня Авдеевка   |
| 53 | Новоселки                 | деревня                 | ↘17       | Село Красное       |
| 54 | Павловка                  | деревня                 | ↘0        | Село Колодяссы     |
| 55 | Палькевичи                | деревня                 | ↘32       | Село Кудрявец      |
| 56 | Пеневичи                  | село                    | ↘377      | Село Пеневичи      |
| 57 | Пначево                   | село                    | ↘14       | Деревня Авдеевка   |
| 58 | Подбужье                  | село                    | ↘441      | Село Подбужье      |
| 59 | Прогресс                  | село                    | →0        | Деревня Стайки     |
| 60 | Рессета                   | деревня                 | ↘8        | Село Милеево       |
| 61 | Ростовский                | посёлок                 | ↘3        | Деревня Авдеевка   |
| 62 | Севастополь               | село                    | ↘16       | Село Красное       |
| 63 | Семеновский               | посёлок                 | ↘1        | Село Слобода       |
| 64 | Сергеевский               | посёлок                 | →5        | Деревня Авдеевка   |
| 65 | Сергеевский               | посёлок                 | ↘0        | Село Слобода       |
| 66 | Слобода                   | село                    | ↘99       | Село Слобода       |
| 67 | Стайки                    | деревня                 | ↘311      | Деревня Стайки     |
| 68 | Старосельское Лесничество | село                    | ↗10       | Село Кудрявец      |
| 69 | Теребень                  | село                    | →0        | Деревня Авдеевка   |
| 70 | Теребень                  | деревня                 | ↘452      | Село Кудрявец      |
| 71 | Тросна                    | деревня                 | ↘0        | Посёлок Еленский   |
| 72 | Трясоголов                | село                    | ↘5        | Деревня Стайки     |
| 73 | Уполозное                 | село                    | →0        | Деревня Стайки     |
| 74 | Успенский                 | посёлок                 | ↘3        | Село Хвастовичи    |
| 75 | Фомин Верх                | село                    | ↘0        | Село Красное       |
| 76 | Фроловка                  | село                    | ↘18       | Село Бояновичи     |
| 77 | Фролово                   | село                    | ↘1        | Село Ловать        |
| 78 | Хвастовичи                | село                    | ↘4425     | Село Хвастовичи    |
| 79 | Хизна                     | село                    | →3        | Село Слобода       |
| 80 | Холм                      | село                    | →0        | Село Подбужье      |
| 81 | Чёрная Речка              | село                    | ↘7        | Село Воткино       |
| 82 | Ястрибиха                 | село                    | ↘0        | Село Воткино       |
| 83 | 46 километра              | железнодорожный разъезд | ↘0        | Деревня Стайки     |

Упразднённые населённые пункты:
В 2000 году упразднены: поселки Червяки, Мишинский, Красная Горка, Почаевка, Безыченков, Зеленые лужи, Иваньковский, Владимировка, Шишков, Волчьи Ямы и деревня Катуновка.

## Транспорт
Через район проходит автомагистраль М3 Москва—Киев, шоссе Хвастовичи — Авдеевка — Брянск, шоссе Хвастовичи-Козельск-Калуга. Регулярное автобусное сообщение между райцентром и железнодорожной станцией Судимир (на линии Брянск—Сухиничи).

## Достопримечательности
Маршрут для туристов-водников по р. Рессета (от моста у д. Красное до д. Чернышено).